# 딕 고티에

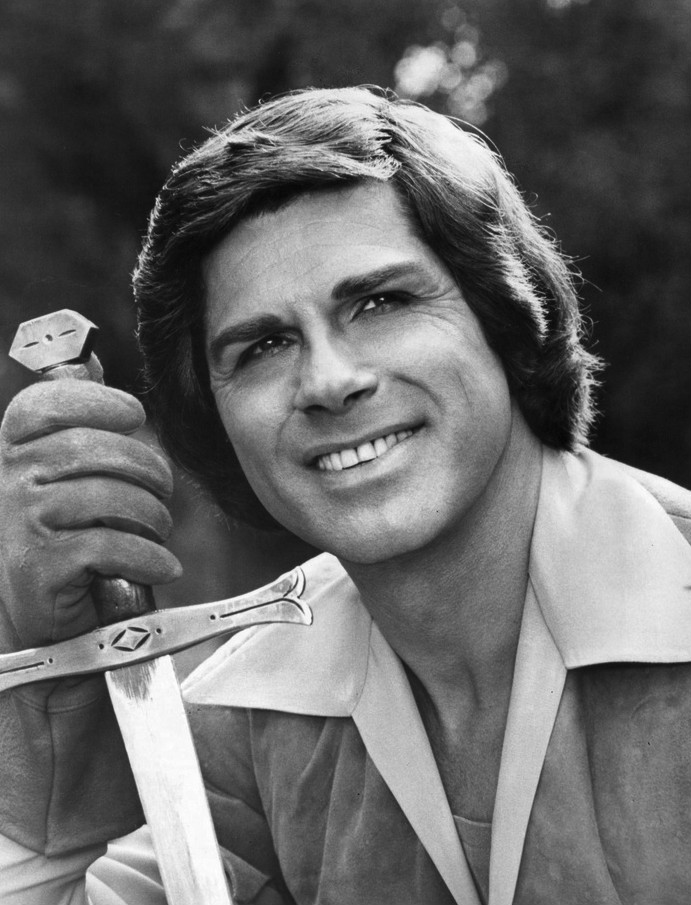

딕 고티에이(Dick Gautier, 영어 발음: /ˈɡoʊ.tɪeɪ/ 1931년 10월 30일 ~ 2017년 1월 13일)는 미국의 배우, 풍자화가, 텔레비전 배우, 성우, 영화배우이다.
로스앤젤레스에서 태어났으며 아케이디아에서 사망하였다. 사인은 질병이다.

## 방송
- 겟 스마트

## 영화
- 구두를 든 첩보원 (1989년)
- 지.아이.조: 더 무비 (1987년)
- 지.아이. 조 - 1985년 시리즈 (1985년)
- 트랜스포머 - 시리즈 (1984년)
- 꿈꾸는 낙원 (1978년)
- 사랑의 유람선 (1977년)
- 폭소 대소동 (1977년)
- 겟 스마트 (1965년)
- 엔사인 펄버 (1964년)